# Motor boxer de doze cilindros
Motor aeronáutico 
boxer de 12 cilindros.
O motor boxer de doze cilindros ou motor de doze cilindros opostos é um motor boxer com doze cilindros dispostos horizontalmente em duas bancadas de seis cilindros localizadas em lados opostos do cárter. Os pistões são montados no virabrequim de modo que cada par de pistões se desloque em direção oposta a cada tempo.
O motor boxer de 12 cilindros é mais largo e mais baixo que o motor V12, entretanto, esta vantagem pode não ser significativa em função da necessidade de montar o sistema de exaustão acima dos cilindros. Frente ao V12 o boxer de 12 cilindros não apresenta vantagem em termos de vibrações, que justifiquem o seu uso, na maioria dos casos. Considerando que um V12 pode ser montado tanto na posição dianteira como na posição central do veículo, e o boxer de 12 cilindros só pode ser montado na posição central, este motor tem aplicação restrita a carros esportivos de alto desempenho.
Alguns motores de 12 cilindros opostos não são motores boxer genuínos, e sim V12 com ângulo de abertura de 180°. Um boxer genuíno tem uma biela ligada a cada braço do virabrequim, permitindo o deslocamento em sentido oposto dos pistões próximos, o que reduz as vibrações. Os V12 com ângulo de 180° possuem um par de bielas ligadas a cada braço do virabrequim, fazendo com que cada par se pistões se desloque no mesmo sentido, maximizando as vibrações.
A configuração de motores de cilindros opostos foi usada na Fórmula 1 e em corridas de endurence. No final dos anos 70, quando surgiram os carros asa esta configuração tornou-se obsoleta. Em 1964-65, no final da era 1,5 litros, a Ferrari utilizou esta configuração de motor na F1512, mas optou pela configuração V12 para os novos motores de 3 litros da F1.
O Porsche 917 de endurence (introduzido em 1969 na categoria Sport), era equipado com um motor de 12 cilindros opostos arrefecido a ar. Este motor era uma variação do motor de 8 cilindros opostos, utilizando os mesmos cilindros e um virabrequim de V12.
O domínio do Porsche 917 sobre as Ferrari 512 provavelmente influenciou a Ferrari, visto que esta optou pela configuração oposta de doze cilindros arrefecidos a água, para seus protótipos e para a Fórmula 1.
O motor Ferrari de doze cilindros opostos obteve sucesso, influenciando outros fabricantes italianos, incluindo a Alfa Romeo que foram bem sucedidos em corridas de resistência.
O 4,4-5,0 L 180° de doze cilindros opostos foi posteriormente introduzido, pela Ferrari, em alguns dos modelos de linha como a Berlinetta Boxer e Testarossa. Há de se salientar o amplo emprego de motores desta configuração em aeronáutica, sendo os mais conhecidos o Continental e vários modelos de motores Lycoming. São motores de pequeno perfil frontal, o que diminui o arrasto aerodinâmico, alem de serem no caso, refrigerados a ar. Algumas aeronaves pequenas ainda utilizam com sucesso estes motores, como os Cessna Skylander e alguns helicópteros. 